# Oktisk reciprocitet
Inom talteori är oktisk reciprocitet en reciprocitetslag som relaterar resterna av åttonde potenser modulo primtal, analogt till kvadratiska reciprocitetssatsen.
Definiera symbolen (x|p)k som +1 om x är en k-te potens modulo primtalet p och -1 annars. Låt p och q vara olika primtal lika med 1 modulo 8, så att (p|q) = (q|p) = +1.  Låt p = a2 + b2 = c2 + 2d2 och q = A2 + B2 = C2 + 2D2 med aA udda. Då är
{\displaystyle (p|q)_{8}=(q|p)_{8}=(aB-bA|q)_{4}(cD-dC|q)_{2}\ .}